# 王瓊玲
王瓊玲，台灣嘉義縣梅山人，東吳大學中文系博士。世新大學中文系創系系主任，中正大學中文系退休教授。第六十六屆中國文藝獎章（五四文藝獎章）小說獎得主。嘉義縣第四屆文化獎得主。國立臺灣圖書館建館105年首聘駐館作家。
王瓊玲「學術研究」與「藝文創作」斐然有成。學術研究方面，開創了古典小說中「才學小說」流派的研究，撰有學術專著《野叟曝言研究》、《清代四大才學小說》、《夏敬渠與與野叟曝言考論》、《野叟曝言作者夏敬渠年譜》《古典小說縱論》，以及論文百餘篇。
藝文創作方面，王瓊玲秉持「走向國際必須從本土出發」的創作理念，以鄉土深情、歷史真況、人性寫實為根基，創作出深具文化特質、藝術價值的感人作品。其所有著作大英圖書館（世界第三大圖書館）皆加以典藏。
王瓊玲躬身踐行「社會公益」、「服務利他」，除將其創作的版稅全額捐出，並自己再加倍，捐予梅山文教基金會、梅山愛心行善會、敏道家園、八二三陣亡烈士遺孀等公益團體或個人與家族。多次至監獄、矯正學校演講及展演；長期無給職任東莞台商子弟學校駐校藝術家。

## 著作

### 小說
《美人尖》、《駝背漢與花姑娘》、《一夜新娘》、《待宵花》、《春閨夢》等五部（三民書局出版）。以台灣本土特質以及八二三炮戰為題材，呈現出小人物的生命掙扎、多元的社會現狀與深刻的人性內涵。其中《美人尖》被國立臺灣文學館翻譯成英文版，中國江蘇藝文出版社亦發行簡體中文版。

### 散文
《人間小小說》、《人間小情事》（三民書局出版），書寫故鄉的溫暖、他鄉的淬鍊、異地的驚奇，其中多篇由王瓊玲改編成廣播劇，並連續入圍多屆廣播金鐘獎。

### 劇本

#### 歌仔戲四齣
《寒水潭春夢》改編自小說《美人尖》中的《良山》，由秀琴歌仔戲團製作演出，巡演台灣及星、馬。另與黃致凱合編《俠貓：林少貓傳奇》、文化部旗艦大戲《海賊之王：鄭芝龍傳奇》、彰化建縣三百年大戲《八堡圳傳奇》，由明華園歌劇團總團製作演出。

#### 客家精緻大戲四齣
《駝背漢與花姑娘》、《一夜新娘一世妻》、《花囤女》、《天上、人間、桃花源》由榮興客家採茶劇團製作演出；屢獲傳藝金曲獎的入圍及大獎的肯定，並由客委會支持，巡演全台。

#### 崑劇三齣
王瓊玲師承戲曲院士曾永義教授，與其合撰崑劇《二子乘舟》、《雙面吳起》、《韓非、李斯、秦始皇》，在教育、文化、戲曲藝術皆具有薪火相傳的深意，由台灣京崑劇團製作演出，於台灣戲曲中心、城市舞台等地展演。

#### 小說創作被改編為豫劇兩部
《美人尖》、《梅山春》。其中《美人尖》是慶祝建國100年的年度大戲，代表台灣參加「亞洲藝術節」，並巡演東莞、鄭州、成都、重慶等城市。王瓊玲親自編撰的豫劇有《金蓮纏夢》一齣。以上皆由國立台灣豫劇團製作演出。

#### 京劇二齣
《齊大非偶》，國立台灣戲曲學院創校六十周年大戲，由台灣京崑劇團製作演出。另與曾永義院士合編《人間夫妻：卓文君與司馬相如》。

#### 文學音樂劇一齣
《笠山之歌》，慶祝六堆三百年紀念大戲，由新古典市內樂團製作，在高雄衛武營、台中歌劇院、國家戲劇院等地演出。

#### 電台廣播劇八齣
《待宵花》、《一夜新娘》、《老張們》、《阿滿的蘋果》、《阿惜姨》、《那一年，我在監獄》、《台灣珍女人》《那條公車路》。分別由中央廣播電台、台北廣播電台等製播。其中五齣，在三年內入圍廣播金鐘獎。《一夜新娘》則榮獲「最佳廣播音效獎」。

#### 現代舞台劇
長篇小說《一夜新娘》，由故事工廠改編、製作，在高雄衛武營、台中歌劇院、台灣戲曲中心等地演出。
其中王瓊玲與曾永義院士合編的《二子乘舟》、《雙面吳起》、《人間夫妻：卓文君與司馬相如》三齣輯成《人間至情》；《齊大非偶》、《駝背漢與花姑娘》、《一夜新娘一世妻》、《花囤女》、《寒水潭春夢》五齣輯成《凡塵摯愛》，皆由三民書局出版。